# Specialità tradizionale garantita

Il marchio STG

Il termine specialità tradizionale garantita, meglio noto con l'acronimo STG, è un marchio di origine introdotto dall'Unione europea volto a tutelare produzioni specifiche che siano caratterizzate da composizioni o metodi di produzione tradizionali.

## Descrizione
Diversamente da altri marchi, quali la denominazione di origine protetta (DOP) e l'indicazione geografica protetta (IGP), la certificazione STG, disciplinata dal Regolamento (CE) n.509 del 2006 che abroga il Reg. 2081 del 1992) sui regimi di qualità dei prodotti agricoli e alimentari, si rivolge a prodotti agricoli e alimentari che abbiano una produzione o composizione "specifica" (cioè differente da altri prodotti simili) e "tradizionale" (cioè esistente da almeno vent'anni), anche se non vengono prodotti necessariamente solo in tale zona.
Così come per i prodotti DOP e IGP, anche una preparazione STG deve essere conforme ad un preciso disciplinare di produzione. Esso deve indicare la denominazione specifica del prodotto (eventualmente tradotta anche nelle altre lingue ufficiali), una descrizione agroalimentare (comprese le principali caratteristiche fisiche, chimiche, microbiologiche e organolettiche) e del metodo di produzione, la motivazione sulla specificità del prodotto, i documenti storici che dimostrano la tradizionalità e le modalità di controlli.
La candidatura deve essere presentata da un'associazione di produttori al ministero all'agricoltura del proprio paese, il quale provvede al deposito della pratica presso la Direzione generale per l'agricoltura e sviluppo rurale della Commissione europea.

## Tipologia
Il riconoscimento STG può essere assegnato ai prodotti agricoli destinati al consumo umano elencati nell'allegato I del trattato e ad altri prodotti agricoli e alimentari elencati nell'allegato I del Regolamento (UE) n. 1151/2012.
1. Specialità di prodotti agricoli destinati al consumo umano (allegato I del Trattato sul funzionamento dell'Unione europea):
  1. Carni fresche (e frattaglie)
  2. Prodotti a base di carne (riscaldati, salati, affumicati, ecc)
  3. Formaggi
  4. Altri prodotti di origine animale (uova, miele, prodotti lattiero-caseari ad eccezione del burro, ecc.)
  5. Oli e grassi (burro, margarina, olio, ecc.)
  6. Ortofrutticoli e cereali, freschi o trasformati
  7. Pesci, molluschi, crostacei freschi e prodotti derivati
  8. Altri prodotti dell'allegato I del Trattato
2. Specialità di prodotti agricoli e alimentari (allegato I del Regolamento (UE) n. 1151/2012): 
  1. piatti pronti
  2. birra
  3. cioccolato e prodotti derivati
  4. prodotti di panetteria, pasticceria, confetteria o biscotteria
  5. bevande a base di estratti di piante
  6. pasta alimentare
  7. sale

## Criticità
Contrariamente agli altri riconoscimenti europei (DOP e IGP), il marchio STG garantisce solo la ricetta tipica o il metodo di produzione tradizionale (inteso nel senso che deve esistere da almeno 30 anni) di un determinato prodotto, ma senza un vincolo di appartenenza territoriale: ciò significa che il prodotto STG può essere preparato in un qualsiasi paese dell'Unione europea, a patto che la produzione rispetti il relativo disciplinare e sia certificata da un organismo di controllo accreditato. Inoltre, nel caso in cui la tecnica di produzione sia differente dal disciplinare protetto, il prodotto può comunque essere commercializzato con identica denominazione, senza poter tuttavia inserire sull'etichettatura il logo STG e la menzione comunitaria.
Tale situazione ha comportato la scarsa diffusione del marchio STG: infatti, rispetto al complessivo numero di prodotti agroalimentari certificati dall'Unione Europea (1.688 prodotti DOP, IGP e STG nel gennaio 2023), quelli a marchio STG sono solamente 64, pari ad appena il 3,79% del totale.

## Statistica
Complessivamente risultano registrati 64 prodotti STG di 19 paesi, tra cui la Polonia con dieci specialità. Alcuni prodotti sono classificati come multinazionali, poiché condivisi tra Repubblica Ceca e Slovacchia.
| Paese       | Numero prodotti STG |
| ----------- | ------------------- |
| Austria     | 3                   |
| Belgio      | 2                   |
| Bulgaria    | 7                   |
| Finlandia   | 3                   |
| Francia     | 2                   |
| Italia      | 4                   |
| Lituania    | 2                   |
| Lettonia    | 3                   |
| Paesi Bassi | 4                   |
| Polonia     | 10                  |
| Portogallo  | 2                   |
| Regno Unito | 4                   |
| Rep. Ceca   | 5 (1+4)             |
| Romania     | 1                   |
| Slovacchia  | 7 (3+4)             |
| Slovenia    | 4                   |
| Spagna      | 2                   |
| Svezia      | 1                   |
| Ungheria    | 2                   |
| Totale      | 64                  |

## Elenco dei prodotti STG
| Paese                | Specialità | Tipologia                                                                                               | Data       | Note                                                                     |
| -------------------- | --- | --- | ---------- | ------------------------------------------------------------------------ |
| Austria              | Heumilch (Haymilk, Latte fieno, Lait de foin, Leche de heno) | Altri prodotti di origine animale (uova, miele, prodotti lattiero-caseari ad eccezione del burro, ecc.) | 04/03/2016 |                                                                          |
| Austria              | Schaf-Heumilch (Sheep's Haymilk, Latte fieno di pecora, Lait de foin de brebis, Leche de heno de oveja)                                                                   | Altri prodotti di origine animale (uova, miele, prodotti lattiero-caseari ad eccezione del burro, ecc.) | 26/03/2019 |                                                                          |
| Austria              | Ziegen-Heumilch (Goat's Haymilk, Latte fieno di capra, Lait de foin de chèvre, Leche de heno de cabra)                                                                    | Altri prodotti di origine animale (uova, miele, prodotti lattiero-caseari ad eccezione del burro, ecc.) | 26/03/2019 |                                                                          |
| Belgio               | Vieille Gueuze, Vieille Gueuze-Lambic, Vieux Lambic/Oude Geuze, Oude Geuze-Lambiek, Oude Lambiek                                                                          | Birre                                                                                                   | 21/11/1997 |                                                                          |
| Belgio               | Vieille Kriek, Vieille Kriek-Lambic, Vieille Framboise-Lambic, Vieux fruit-Lambic/Oude Kriek, Oude Kriekenlambiek, Oude Frambozenlambiek, Oude Fruit-lambiek              | Birre                                                                                                   | 21/11/1997 |                                                                          |
| Bulgaria             | File Elena (Филе Елена) | Prodotti a base di carne (riscaldati, salati, affumicati, ecc.)                                         | 01/08/2014 | Filetto di maiale crudo essiccato ed aromatizzato con santoreggia e pepe |
| Bulgaria             | Kayserovan vrat Trakiya (Кайсерован врат Тракия) | Prodotti a base di carne (riscaldati, salati, affumicati, ecc.)                                         | 05/12/2015 |                                                                          |
| Bulgaria             | Lukanka Panagyurska (Луканка Панагюрска) | Prodotti a base di carne (riscaldati, salati, affumicati, ecc.)                                         | 01/08/2014 |                                                                          |
| Bulgaria             | Lukanka Troyanska (Луканка Троянска) | Prodotti a base di carne (riscaldati, salati, affumicati, ecc.)                                         | 18/01/2023 |                                                                          |
| Bulgaria             | Pastarma Govezhda (Пастърма говежда) | Prodotti a base di carne (riscaldati, salati, affumicati, ecc.)                                         | 22/06/2017 |                                                                          |
| Bulgaria             | Role Trapezitsa (Роле Трапезица) | Prodotti a base di carne (riscaldati, salati, affumicati, ecc.)                                         | 04/09/2014 |                                                                          |
| Bulgaria             | Sudzhuk Tarnovski (Суджук Търновски) o Tarnovski Sudzhuk (Търновски Суджук)                                                                                               | Prodotti a base di carne (riscaldati, salati, affumicati, ecc.)                                         | 16/03/2023 |                                                                          |
| Finlandia            | Kalakukko | Prodotti di panetteria, pasticceria, confetteria o biscotteria                                          | 16/07/2002 |                                                                          |
| Finlandia            | Karjalanpiirakka | Prodotti di panetteria, pasticceria, confetteria o biscotteria                                          | 20/02/2003 |                                                                          |
| Finlandia            | Sahti | Birre                                                                                                   | 09/02/2002 |                                                                          |
| Francia              | Berthoud (gastronomia) | Cibi preparati                                                                                          | 17/08/2020 | fonduta di formaggio aromatizzata con vino                               |
| Francia              | Moules de bouchot | Pesci, molluschi, crostacei freschi e prodotti derivati                                                 | 06/05/2013 | cozze allevate su pali                                                   |
| Italia               | Mozzarella tradizionale | Formaggi                                                                                                | 26/11/1998 |                                                                          |
| Italia               | Pizza napoletana | Prodotti di panetteria, pasticceria, confetteria o biscotteria                                          | 05/02/2010 |                                                                          |
| Italia               | Amatriciana tradizionale | Condimenti, salse, piatti pronti                                                                        | 06/03/2020 |                                                                          |
| Italia               | Vincisgrassi alla maceratese | Condimenti, salse, piatti pronti                                                                        | 31/03/2022 |                                                                          |
| Lituania             | Lietuviškas skilandis | Prodotti a base di carne (riscaldati, salati, affumicati, ecc.)                                         | 15/01/2010 |                                                                          |
| Lituania             | Žemaitiškas kastinys | Altri prodotti di origine animale (uova, miele, prodotti lattiero-caseari ad eccezione del burro, ecc.) | 11/01/2014 |                                                                          |
| Lettonia             | Jāņu siers | Formaggi                                                                                                | 17/11/2015 |                                                                          |
| Lettonia             | Salinātā rudzu rupjmaize | Prodotti di panetteria, pasticceria, confetteria o biscotteria                                          | 09/01/2014 |                                                                          |
| Lettonia             | Sklandrausis | Prodotti di panetteria, pasticceria, confetteria o biscotteria                                          | 12/10/2013 |                                                                          |
| Paesi Bassi          | Basterdsuiker (Basterdsuicker, Basterdsuijcker, Basterdsuijker, Basterd, Bastardsuiker, Bastardsuicker, Bastardsuijcker, Bastardsuijker, Bastard, Bastert, Bastertsuiker) | Prodotti di panetteria, pasticceria, confetteria o biscotteria                                          | 07/11/2013 | zucchero grezzo                                                          |
| Paesi Bassi          | Boerenkaas | Formaggi                                                                                                | 16/02/2007 |                                                                          |
| Paesi Bassi          | Hollandse maatjesharing (Hollandse Nieuwe, Holländischer Matjes) | Pesci, molluschi, crostacei freschi e prodotti derivati                                                 | 01/10/2015 | aringhe novelle                                                          |
| Paesi Bassi          | Suikerstroop | Prodotti di panetteria, pasticceria, confetteria o biscotteria                                          | 12/01/2018 | sciroppo di zucchero                                                     |
| Polonia              | Czwórniak staropolski tradycyjny | Altri prodotti dell’allegato I del trattato                                                             | 29/07/2008 | bevanda alcolica a base di miele fermentato in acqua                     |
| Polonia              | Dwójniak staropolski tradycyjny | Altri prodotti dell’allegato I del trattato                                                             | 29/07/2008 |                                                                          |
| Polonia              | Kabanosy staropolskie | Prodotti a base di carne (riscaldati, salati, affumicati, ecc.)                                         | 20/10/2011 |                                                                          |
| Polonia              | Kiełbasa jałowcowa staropolska | Prodotti a base di carne (riscaldati, salati, affumicati, ecc.)                                         | 19/04/2011 |                                                                          |
| Polonia              | Kiełbasa krakowska sucha staropolska | Prodotti a base di carne (riscaldati, salati, affumicati, ecc.)                                         | 27/08/2018 |                                                                          |
| Polonia              | Kiełbasa myśliwska staropolska | Prodotti a base di carne (riscaldati, salati, affumicati, ecc.)                                         | 19/04/2011 |                                                                          |
| Polonia              | Olej rydzowy tradycyjny | Oli e grassi (burro, margarina, olio, ecc.)                                                             | 16/06/2009 | Olio di Camelina sativa                                                  |
| Polonia              | Pierekaczewnik | Prodotti di panetteria, pasticceria, confetteria o biscotteria                                          | 30/06/2009 |                                                                          |
| Polonia              | Póltorak staropolski tradycyjny | Altri prodotti dell’allegato I del trattato                                                             | 29/07/2008 |                                                                          |
| Polonia              | Trójniak staropolski tradycyjny | Altri prodotti dell’allegato I del trattato                                                             | 29/07/2008 |                                                                          |
| Portogallo           | Bacalhau de cura tradicional portuguesa | Pesci, molluschi, crostacei freschi e prodotti derivati                                                 | 24/04/2014 |                                                                          |
| Portogallo           | Sopa da Pedra de Almeirim | Piatti pronti                                                                                           | 26/06/2022 |                                                                          |
| Regno Unito          | Traditional Bramley Apple Pie Filling | Ortofrutticoli e cereali, freschi o trasformati                                                         | 29/07/2015 |                                                                          |
| Regno Unito          | Traditionally Farmed Gloucestershire Old Spots Pork | Carni fresche (e frattaglie)                                                                            | 29/07/2010 |                                                                          |
| Regno Unito          | Traditionally Reared Pedigree Welsh Pork | Carni fresche (e frattaglie)                                                                            | 10/02/2017 |                                                                          |
| Regno Unito          | Watercress / Cresson de Fontaine / Berros de Agua / Agrião de Água / Waterkers / Brunnenkresse                                                                            | Ortofrutticoli e cereali, freschi o trasformati                                                         | 24/10/2022 |                                                                          |
| Rep. Ceca            | Pražská šunka (Prosciutto di Praga) | Prodotti a base di carne (riscaldati, salati, affumicati, ecc.)                                         | 27/03/2018 |                                                                          |
| Rep. Ceca Slovacchia | Liptovská saláma / Liptovský salám | Prodotti a base di carne (riscaldati, salati, affumicati, ecc.)                                         | 22/02/2011 |                                                                          |
| Rep. Ceca Slovacchia | Spišské párky | Prodotti a base di carne (riscaldati, salati, affumicati, ecc.)                                         | 22/02/2011 |                                                                          |
| Rep. Ceca Slovacchia | Tradiční Lovecký salám / Tradičná Lovecká saláma | Prodotti a base di carne (riscaldati, salati, affumicati, ecc.)                                         | 22/02/2011 |                                                                          |
| Rep. Ceca Slovacchia | Tradiční Špekáčky / Tradičné Špekačky | Prodotti a base di carne (riscaldati, salati, affumicati, ecc.)                                         | 22/02/2011 |                                                                          |
| Romania              | Salată tradițională cu icre de crap | Pesci, molluschi, crostacei freschi e prodotti derivati                                                 | 29/09/2021 |                                                                          |
| Slovacchia           | Ovčí salašnícky údený syr | Formaggi                                                                                                | 19/10/2010 |                                                                          |
| Slovacchia           | Bratislavský rožok, Pressburger Kipfel, Pozsonyi kifli | Prodotti di panetteria, pasticceria, confetteria o biscotteria                                          | 10/08/2012 |                                                                          |
| Slovacchia           | Ovčí hrudkový syr – salašnícky | Formaggi                                                                                                | 04/11/2010 |                                                                          |
| Slovenia             | Belokranjska pogača | Prodotti di panetteria, pasticceria, confetteria o biscotteria                                          | 04/03/2010 |                                                                          |
| Slovenia             | Idrijski žlikrofi | Paste alimentari, anche cotte o farcite                                                                 | 15/01/2010 | ravioli di patate di Idria                                               |
| Slovenia             | Prekmurska gibanica (ghibanizza dell'Oltremura) | Prodotti di panetteria, pasticceria, confetteria o biscotteria                                          | 02/03/2010 |                                                                          |
| Slovenia             | Slovenska potica (putizza slovena) | Prodotti di panetteria, pasticceria, confetteria o biscotteria                                          | 22/04/2021 |                                                                          |
| Spagna               | Jamón serrano | Prodotti a base di carne (riscaldati, salati, affumicati, ecc.)                                         | 13/11/1999 | prosciutto di montagna                                                   |
| Spagna               | Tortas de aceite de Castilleja de la Cuesta | Prodotti di panetteria, pasticceria, confetteria o biscotteria                                          | 06/06/2013 | focaccia di olive                                                        |
| Svezia               | Falukorv | Prodotti a base di carne (riscaldati, salati, affumicati, ecc.)                                         | 13/12/2001 | salsiccia                                                                |
| Ungheria             | Rögös túró | Formaggi                                                                                                | 01/08/2019 |                                                                          |
| Ungheria             | Tepertős pogácsa | Prodotti di panetteria, pasticceria, confetteria o biscotteria                                          | 14/11/2013 | focaccia di ciccioli                                                     |

### Prodotti ex STF con protezione scaduta
Sette prodotti, già registrati come STG, sono stati esclusi dall'elenco e la loro protezione è terminata il 4 gennaio 2023.
| Paese       | Specialità | Tipologia                                                                                               | Data di registrazione originale | Termine protezione |
| ----------- | --- | --- | ------------------------------- | ------------------ |
| Belgio      | Faro | Birre                                                                                                   | 21/11/1997                      | 04/01/2023         |
| Belgio      | Kriek, Kriek-Lambic, Framboise-Lambic, Fruit-Lambic / Kriek, Kriekenlambiek, Frambozenlambiek, Vruchtenlambiek | Birre                                                                                                   | 07/05/1998                      | 04/01/2023         |
| Belgio      | Lambic, Gueuze-Lambic, Gueuze / Lambiek, Geuze-Lambiek, Geuze                                                  | Birre                                                                                                   | 07/05/1998                      | 04/01/2023         |
| Regno Unito | Traditional Farmfresh Turkey                                                                                   | Carni fresche (e frattaglie)                                                                            | 07/07/2000                      | 04/01/2023         |
| Spagna      | Leche certificada de granja                                                                                    | Altri prodotti di origine animale (uova, miele, prodotti lattiero-caseari ad eccezione del burro, ecc.) | 07/07/2000                      | 04/01/2023         |
| Spagna      | Panellets | Prodotti di panetteria, pasticceria, confetteria o biscotteria                                          | 23/04/2002                      | 04/01/2023         |
| Svezia      | Hushållsost | Formaggi                                                                                                | 10/02/2004                      | 04/01/2023         |